# Ouenza
Ouenza (em árabe: الونزة) é uma comuna localizada na província de Tébessa, Argélia. Sua população estimada em 2008 era de 52 737 habitantes.